# Sandoa
Sandoa est une localité, chef-lieu du territoire éponyme de la province de Lualaba en république démocratique du Congo.

## Géographie
La localité est située sur la route RN 39 à 426 km à l'est du chef-lieu provincial Kolwezi.

## Administration
Chef-lieu territorial de 9 184 électeurs recensés en 2018, la localité a le statut de commune rurale de moins de 80 000 électeurs, elle compte 7 conseillers municipaux en 2019.

## Population
Le recensement date de 1984,.
| 1984 | 2004  | 2012   |
| ---- | ----- | ------ |
| -    | 8 662 | 10 208 |